# Steppehoen
Het steppehoen (Syrrhaptes paradoxus) is een vogel uit de familie van de zandhoenders (Pteroclididae). Het is een soort uit Azië.

## Kenmerken
Het verenkleed van het mannetje bestaat uit een zwartgestreepte, geelbruine bovenzijde, een oranjegele kop en keel en een lichte onderzijde. De vogel heeft een lange staart, lange vleugels en korte poten. De bruingele borst is omgeven door een zwarte band. Het vrouwtje heeft een gele keel met een zwarte band en vlekken op de vleugels, de kop en de hals.

## Leefwijze
Het voedsel bestaat uit zaden en granen.

## Voortplanting
Het legsel bestaat uit twee tot vier lange, ovale eieren, die op de grond worden uitgebroed. Het vrouwtje broedt twee- tot driemaal per jaar.

## Verspreiding en leefgebied
Deze soort komt voor van westelijk Kazachstan tot noordoostelijk en het oostelijke deel van Centraal-China.

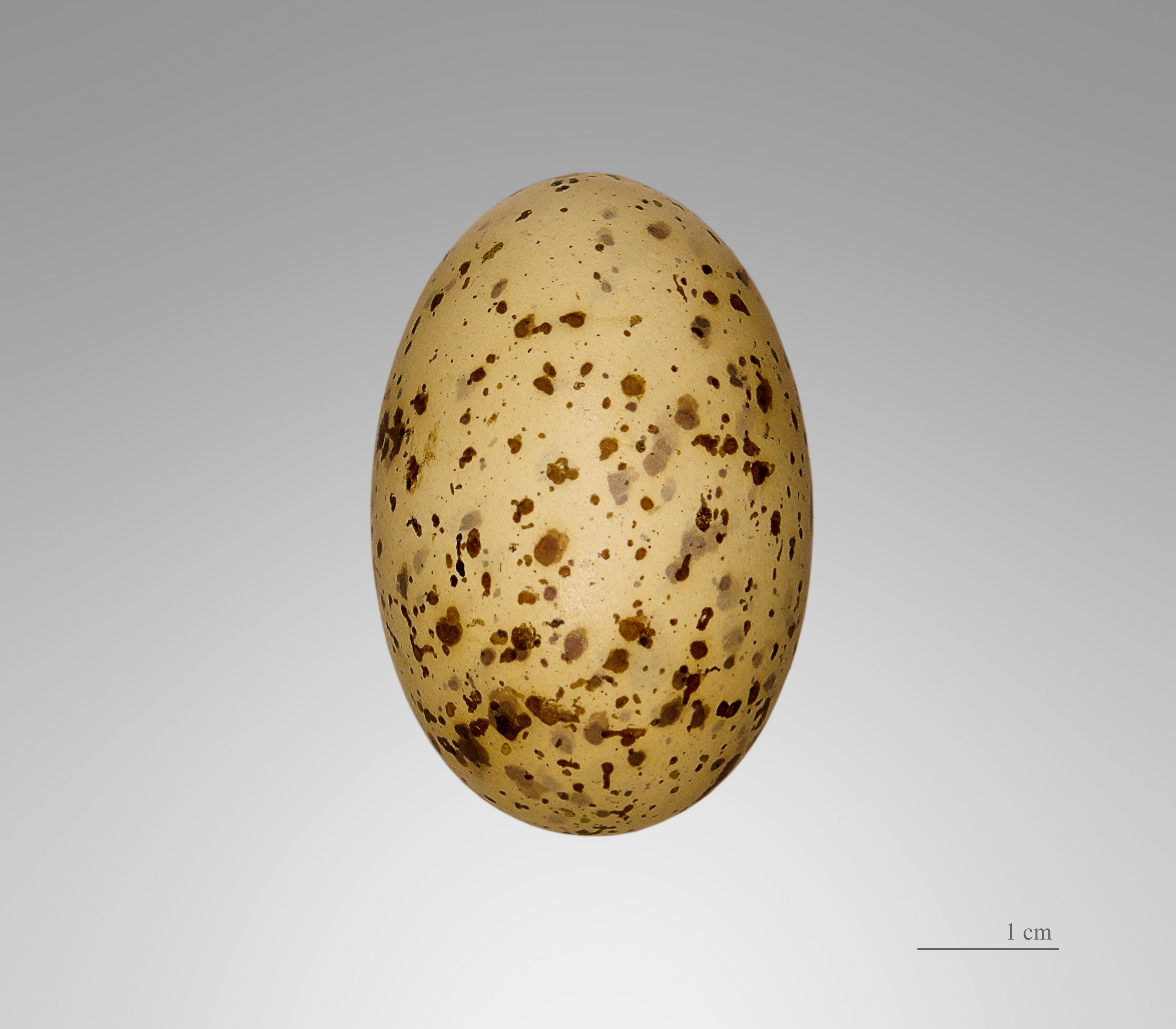
Syrrhaptes paradoxus